# Cyril Žampach
Cyril Karel Žampach O.Piar (10. června 1880 Loučany – 8. června 1966 Kosmonosy) byl český římskokatolický kněz, provinciál řádu piaristů, rektor koleje mladoboleslavské, čestný konzistorní rada v Praze, Litoměřicích a Olomouci, biskupský notář královéhradecký, osobní arciděkan.

## Život
Rodák z Hané byl vysvěcen na kněze 29. ledna 1907. Do první světové války působil na piaristických řádových školách v Praze. Za první světové války byl vojenským kaplanem a jako vojenský duchovní v Albánii. Po válce přišel do Litomyšle jako rektor řádové koleje. Jeho blahodárné působení na litomyšlském gymnáziu vzpomíná pozdější piarista František Ambrož Stříteský, kterého Žampach podporoval.
V Litomyšli pracoval jako profesor na církevních středních školách, ale pustil se i do veřejné činnosti v samosprávě. Stal se prvním náměstkem starosty za Lidovou stranu. Do jeho referátu spadaly nemocnice, byl patronátním referentem a měl na starosti chudinu. Zvláště v tzv. „chudinském referátu“ si pro svou aktivitu vysloužil titul: „Otec chudých“.
V roce 1936 přišel do Mladé Boleslavi, kde se stal rektorem a profesorem náboženství na střední škole. Zde dokončil opravu kláštera na Karmeli (kam se přestěhovali kosmonoští piaristé po roce 1784, kdy klášter opustili minorité, a od té doby zde působili. Sem také Žampach pořídil nové zvony. Byl poslední sídlícím piaristou na mladoboleslavském Karmeli. Zde kromě výuky náboženství spravoval v klášteře také gymnaziální knihovnu (obsahovala až 6000 svazků) – dnes je uložena ve Státním okresním archivu na boleslavském hradě. Část nejvzácnějších tisků byla ještě náhodně objevena v roce 2006 při rekonstrukci kláštera v jedné místnosti pod dřevěnou podlahou, kde byla ukryta před odchodem Jednoty bratrské.
Jeho velikým vkladem v Mladé Boleslavi byly studentské mše svaté se skvělými exhortami a stejně krásné májové pobožnosti, o něž pečoval jako ředitel Mariánské družiny.
Žampach zemřel 8. června 1966 v nemocnici v Kosmonosích, pohřben byl 13. června 1966 v Mladé Boleslavi do hrobky.